# Josefovice (Klimkovice)

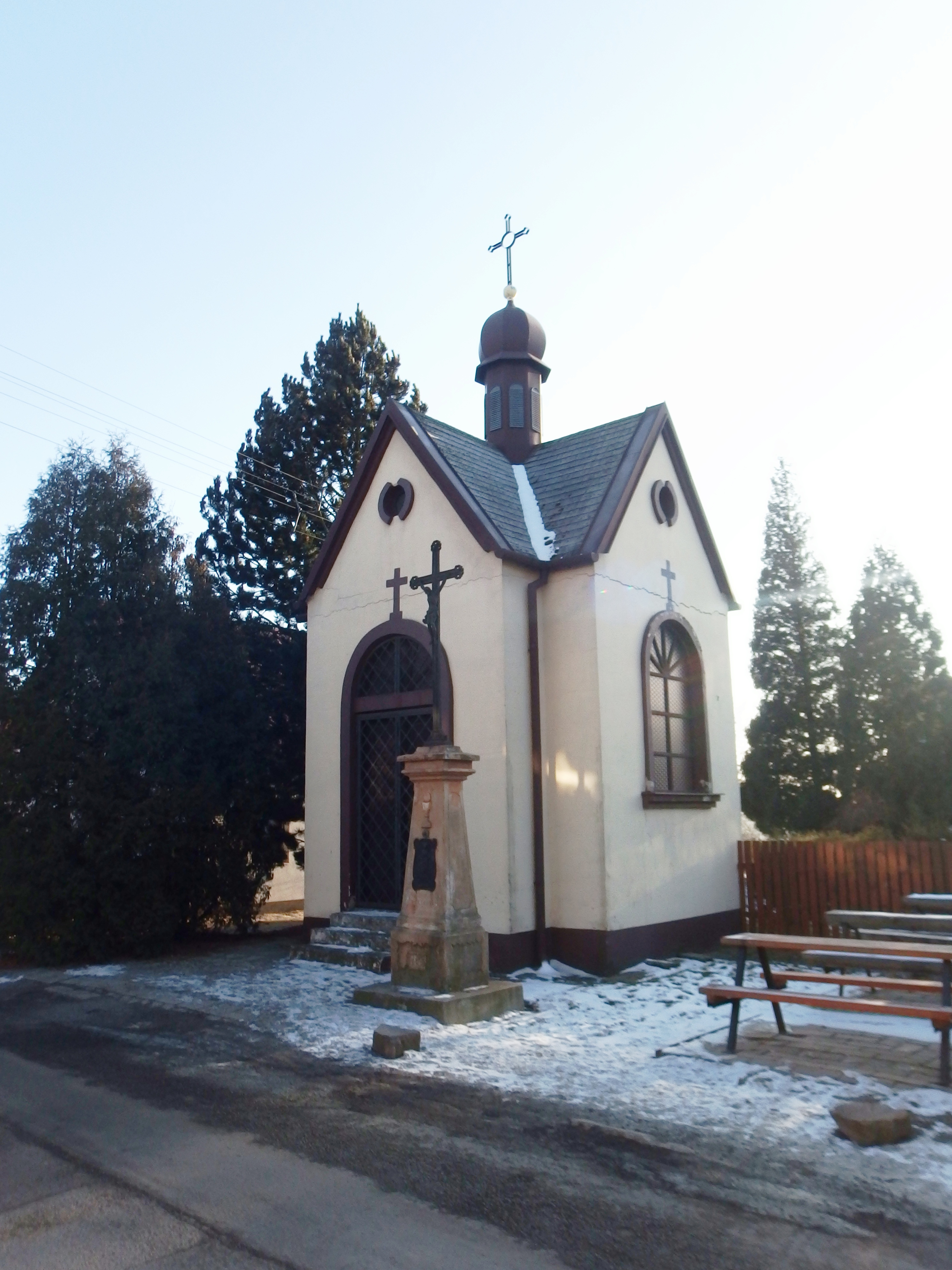
Kapelle in Josefovice

Josefovice (deutsch Josefsdorf) ist ein Stadtteil von Klimkovice (deutsch Königsberg in Schlesien) in Mährisch-Schlesien (Tschechien). 
Josefovice liegt südwestlich von Ostrava (deutsch Mährisch Ostrau).

## Geschichte
Josefsdorf wurde zwischen 1773 und 1777 gegründet und hatte um 1804 ca. 200, überwiegend römisch-katholische, den tschechischen Dialekt lachisch sprechende Einwohner, die ca. 30 Häuser bewohnten. 
Auch um 1910 sprachen lediglich 6 % der Bevölkerung deutsch als Umgangssprache.
1991 hatte der Ort 262 Einwohner. Im Jahre 2001 bestand das Dorf aus 80 Häusern, in denen 278 Menschen lebten.